# Спортивный туризм

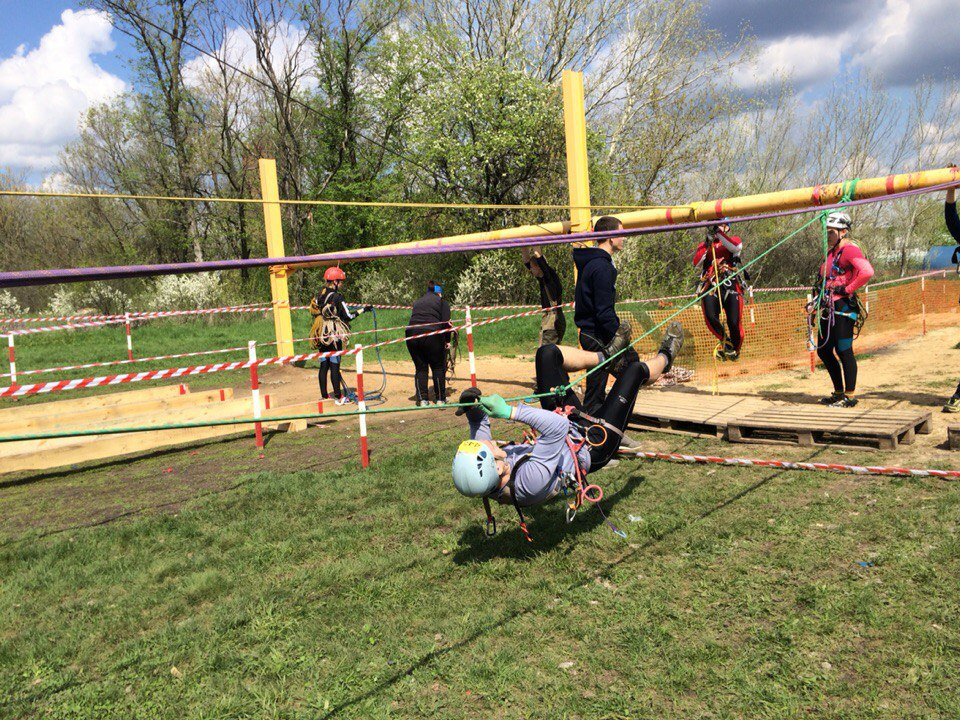
В спортивном туризме тренировка по установке и преодолению навесной переправы

Спорти́вный тури́зм — вид спорта, имеющий целью спортивное совершенствование человека в преодолении естественных препятствий. Спортивный туризм исторически сложился в СССР. Спортивность туризма заключается в преодолении естественных препятствий, в применении различной тактики и техники преодоления препятствий.

## Звания и разряды
В настоящее время звание МСМК по спортивному туризму не присваивается, остальные квалификационные спортивные разряды и звания до ЗМС присваиваются на территории РФ.
15 октября 2013 года состоялось заседание комиссии по ЕВСК Минспорта РФ. Комиссия приняла решение о восстановлении разряда «кандидат в мастера спорта» и спортивного звания «мастер спорта России» по группе спортивных дисциплин «маршрут».
Кроме того, в спортивном туризме имеются специализированные профессиональные звания, связанные с правом осуществления профессиональной или преподавательской деятельности в области спортивного туризма: «гид-проводник», «инструктор» («старший инструктор», «инструктор международного класса») спортивного туризма.
Как и в других официальных видах спорта, в спортивном туризме существует организованное и профессиональное судейство, деятельность которого регламентируется соответствующими нормативными документами. Приобретая опыт судейства и проходя соответствующую профессиональную подготовку (школы, семинары), судьи приобретают соответствующие судейские звания. В то же время, определённой особенностью судейства в спортивном туризме является то, что вознаграждение спортивных судей — небольшое, либо судейство осуществляется на общественных началах. Многие из судей сами являются спортивными туристами с большим опытом и значительными спортивными достижениями. Судьи в спортивном туризме, без преувеличения, являются уважаемыми, почётными представителями сообщества спортивного туризма.

## Особенности
Многие спортивные туристы также занимаются смежными видами спорта: спортивным ориентированием и мультиспортом, скалолазанием, альпинизмом, рафтингом, маунтинбайком, лыжами, парусным спортом.
Спортивные туристы являются, в том числе, резервом для подготовки спасателей в природной среде.
Спортивный туризм, прежде всего, спортивные походы, является командным видом спорта, в котором сильны традиции взаимопомощи и взаимовыручки, спортивной дисциплины, самосовершенствования и взаимной передачи знаний и опыта.
Увлечение спортивным туризмом позволяет познакомиться с культурой и бытом различных стран и народов, с замечательными и часто даже уникальными уголками природы, интересными достопримечательностями, получить удовольствие от общения, приобрести надёжных товарищей.
Участие в спортивных походах начальных категорий сложности и в соревнованиях на дистанциях, как правило, не требует значительных финансовых затрат, в то же время позволяет получить необходимые базовые навыки и удовольствие от участия в походах и соревнованиях.
Занятие спортивным туризмом, как комплексным видом спорта, осуществляемым в сложной природной и общественной среде, требует от спортсмена разносторонних знаний, умений, опыта и хорошей подготовки.
В крупных городах РФ имеется немало физкультурных организаций спортивного туризма и самодеятельных туристских клубов, которые, среди прочего, проводят школы подготовки туристских кадров (начального, базового, специализированного и высшего уровня). Обучение в таких школах является желательным, хотя и не обязательным для занятий туризмом.

## Должности в спортивном походе
Среди основных функциональных должностей в спортивном походе, помимо официальной должности руководителя туристской группы, можно перечислить заместителя руководителя группы (может назначаться при необходимости), руководителя (капитана) средства сплава или спортивного судна, медика, штурмана, заведующего хозяйством (завхоз), заведующего снаряжением (завснар), механика (реммастера), метеоролога, казначея, хронометриста, летописца, фотографа. В то же время, деление на должности является, за исключением руководителя, и в определённой степени медика (если медиком является профессиональный медработник), достаточно гибким, так как все туристы группы должны владеть в той или иной степени различными базовыми навыками и осуществлять взаимопомощь всегда, когда это необходимо. В малых группах один человек совмещает различные должности.

## Снаряжение
Снаряжение в спортивном туризме зависит от его вида и включает в себя специальную одежду и обувь (куртки и брюки штормовые, ветровые, утеплённые, самосбросы, флисовые джемпера, термобельё, перчатки, треккинговую, лыжную, горную или треккинго-велосипедную обувь, бахилы, велоформу, мокрые и сухие гидрокостюмы, неопреновую обувь или носки, защитные очки различных видов), шлемы или каски, верёвки, карабины, восьмёрку, жумар и другие технические средства страховки и работы с верёвками, фонари с аккумуляторами, палатки, тенты, альпинистские инструменты и приспособления (альпенштоки, ледорубы, кошки, ходовые палки, снегоступы), костровые принадлежности и походную посуду, мультитопливные горелки, средства навигации и связи, а также вьючных животных, технические средства и инвентарь по видам (катамараны средства сплава, лыжи, велосипеды, автомобили и мотоциклы).

## Навыки
К основным навыкам туриста относятся: оказание первой помощи, организация и проведение эвакуации пострадавших, навыки выбора места и установки лагеря и временных стоянок, работы с верёвками и техническими средствами наведения переправ, страховки и так далее, техники движения и преодоления препятствий различного характера, организации порядка движения и иных действий в группе, выживания в экстремальных условиях (например, ночёвки в снегу, работы при недостаточном питании, действия в экстремальных погодных условиях, действий в случае потери контакта с группой, самопомощи, использования в качестве снаряжения подручных средств и тому подобное), составления меню и раскладки питания в спортивном походе, разведения и поддержания огня, приготовления пищи, ремонта снаряжения, ориентирования и навигации, психологической работы и разрешения конфликтов, руководства различными работами и действиями в экстремальных ситуациях.
К дополнительным навыкам можно отнести знание языка района похода или распространённого языка, навыки смежного вида туризма и видов спорта, навыки охоты и рыболовства, обращения с животными и различной техникой, полезные знания в области географии, окружающей природы, навыки переговорщика, рассказчика, инженерные знания.

## Виды спортивного туризма
По видам спортивный туризм различается:
- Пешеходный туризм — передвижение на туристском маршруте производится в основном пешком. Основной задачей является преодоление рельефно-ландшафтных препятствий пешком, для высоких категорий сложности в районах со сложным рельефом и климатическими условиями.
- Лыжный туризм — передвижение на туристском маршруте производится в основном на лыжах. Основной задачей является преодоление рельефно-ландшафтных препятствий по снежному и снежно-ледовому покрову на лыжах, для высоких категорий сложности в условиях суровых климатических зон и в горной местности.
- Горный туризм — пешие походы в условиях высокогорья. Основной задачей является прохождение горных перевалов, восхождение на вершины, траверсы горных хребтов.
- Водный туризм — сплав по рекам на средствах сплава (судах), как правило в горной местности. Основной задачей является прохождение водных препятствий, образованных рельефом русла реки и особенностями её течения.
- Спелеотуризм — путешествия по подземным полостям (пещерам, системам пещер, в том числе частично затопленным водой). Основной задачей является преодоление структурных препятствий, встречающихся в пещерах.
- Парусный туризм — путешествия на судах под парусом по морю или акваториям больших озёр. Основной задачей является выполнение плана похода судна в соответствии с правилами плавания во внутренних водах и в открытом море.
- На средствах передвижения — раздел, включающий в себя велосипедный туризм, конный туризм и автомототуризм. Основной задачей является преодоление на протяженном маршруте рельефно-ландшафтных препятствий (дороги и тропы с различным рельефом и покрытием, вплоть до дорог на грани проезжаемости (проходимости), туристических, скотопрогонных троп и троп миграции животных, броды и переправы, горные перевалы, траверсы и т. д.) в сложных условиях, как правило в горной или сложной по климату и рельефу сильнопересеченной местности.
- Комбинированный туризм — походы, сочетающие в себе элементы различных видов туризма.
- Мотоциклетный туризм — один из видов туризма, в котором мотоцикл служит средством передвижения. Понятие «мотоциклетный туризм» многозначно и относится как к одному из видов активного отдыха, так и к разновидности спортивного туризма.

По возрастно-социальному признаку спортивный туризм разделяется на:
- детский;
- юношеский;
- взрослый;
- семейный;
- туризм для людей с ограниченными возможностями.

В последние годы активное развитие получили следующие направления спортивного туризма:
- путешествия (в том числе — одиночные путешествия);
- экстремальный туризм;
- горная дистанция;
- горная дистанция в закрытых помещениях на искусственном рельефе;
- короткие маршруты в классе спортивных походов.

## Спортивные туристские походы
В зависимости от трудности преодолеваемых препятствий, района похода, автономности, новизны, протяжённости маршрута и ряда других его факторов, характерных для разных видов спортивного туризма, по возрастающей сложности походы разделяются на:
- походы выходного дня;
- походы 1—3 степени сложности в детско-юношеском туризме;
- спортивные категорийные походы. В разных видах туризма число категорий сложности различно: в пешеходном, горном, водном, лыжном, велосипедном и спелеотуризме — шесть категорий сложности (к. с.); в авто-, мото- и парусном туризме — пять; в конном — три.

Более подробно деление приведено в «Единой Всероссийской спортивной классификации туристских маршрутов» (ЕВСКТМ).
Маршрутно-квалификационные комиссии являются общественными экспертными (сертификационными) органами, осуществляющими заключения по категорированию туристских маршрутов, подтверждению соответствия квалификации участников и руководителя заявленной категории сложности маршрута. Они работают при спортивных организациях спортивного туризма (региональных и общероссийской федерациях) и ряде аккредитованных ими организаций физической культуры (спортивные туристические клубы). Маршрутно-квалификационная комиссия, среди прочих её функций, является органом, разрешающим выпуск группы в спортивный туристский поход.

## Разряды и звания по спортивному туризму
Разряд туриста-спортсмена позволяет судить о его спортивной квалификации, выражающейся в способности к прохождению маршрутов определённых категорий сложности.
Для получения спортивного разряда по туризму перед прохождением туристского маршрута группе требуется зарегистрировать его и получить разрешение в маршрутно-квалификационной комиссии (МКК). После завершения похода, в МКК сдаётся отчёт, на основании которого происходит рассмотрение материалов, и в случае положительного решения присваиваются разряды участникам и руководителю.
Согласно Единой всероссийской спортивной классификации могут быть присвоены спортивные разряды:
- 3-й юношеский разряд;
- 2-й юношеский разряд;
- 1-й юношеский разряд;
- 3-й разряд;
- 2-й разряд;
- 1-й разряд;
- кандидат в мастера спорта (КМС);
- мастер спорта (МС).

Также почётные спортивные звания. Кроме того, туристам, достигшим 12-летнего возраста, может быть вручен значок «Турист России».

## Туристско-спортивные соревнования
Туристско-спортивное соревнование (ТСС) — это передвижение человека в одиночку или в составе группы в природной среде на любых технических средствах и без таковых. ТСС проводятся по двум группам дисциплин:
1. «Маршруты» — непосредственно походы и спортивные туры (в соответствии с категорией сложности).
2. «Дистанции», бывшее «туристское многоборье», в зависимости от сложности этапов делятся на  1—6 классы. Класс дистанции условно соответствует категории сложности соответствующего похода. Соревнования обычно проводятся отдельно по каждому из видов туризма. Допускается проведение соревнований на комбинированных дистанциях.

По социально-возрастным факторам соревнования делятся на:
- семейные;
- детские;
- юношеские;
- студенческие,
- молодёжные;
- взрослые;
- среди пожилых;
- среди ветеранов;
- разновозрастные;
- среди юношей и/или девушек;
- среди мужчин и/или женщин;
- среди инвалидов.

## Организационная структура
Самодеятельное движение туристов, преследующих спортивные цели, организационно представлено туристскими группами (командами) и клубами туристов по месту жительства, секциями спортивного туризма — на местном уровне. На региональном уровне — региональными общественными спортивными организациями (федерациями). На федеральном уровне — головной орган самоуправления для туристов-спортсменов Туристско-спортивный союз России (Федерация спортивного туризма России), расположенный в Москве.

## История спортивного туризма в СССР и РФ
- В 1949 включён в Единую всесоюзную спортивную классификацию (ЕВСК), признан видом спорта
- В 1963 году создан Центральный совет по туризму ВЦСПС, начато создание туристских секций, клубов туристов при коллективах физкультуры и спортивных клубах, а при региональных советах по туризму, туристских клубов (городских)
- В 1965 году начато присвоение разрядов и званий вплоть до звания Мастер спорта за совершение спортивных походов 5-й категории сложности[4]
- В 1970 впервые организованы соревнования на лучший туристский поход
- С 1976 года по всей стране организуются федерации спортивного туризма, объединяющие представителей разных видов туризма, наиболее квалифицированных туристов
- В 1994 году начато присуждение звания Мастер спорта международного класса за походы 6-й категории сложности, и в ЕВСК включены соревнования по туристскому многоборью (ранее назывались соревнованиями по технике туризма).

## Социология туризма
Благодаря относительной доступности спортивно-оздоровительным туризмом занимаются дети и учащаяся молодёжь, а также все слои населения независимо от социального положения и достатка. Спортивный туризм является одним из распространённых видов спорта. С точки зрения социологии выделяют социальные самоорганизующиеся образования в спортивном туризме:
1. команда (туристская группа)
2. секция (клуб туристов)
3. федерация спортивного туризма — Федерация спортивного туризма России
4. спортивное туристское движение во главе с федерацией страны, например, Туристско-спортивный союз России